# Chetogena lophyri
Chetogena lophyri är en tvåvingeart som först beskrevs av Townsend 1892.  Chetogena lophyri ingår i släktet Chetogena och familjen parasitflugor. Inga underarter finns listade i Catalogue of Life.